# Diary of a Hitman
Diary of a Hitman (conocida en Latinoamérica como Diario de un asesino a sueldo) es una película de acción y suspenso estadounidense de 1991 dirigida por Roy London y protagonizada por Forest Whitaker, Sherilyn Fenn, James Belushi y Sharon Stone. Aunque en el momento de su estreno no gozó de buena recepción, la película ha adquirido el estatus de cinta de culto con el paso del tiempo.

## Sinopsis
El asesino a sueldo Dekker está a punto de realizar su último trabajo, donde debe asesinar a la esposa de su cliente. Tras conocerla, el asesino empieza a dudar, metiéndose en muchos problemas por el hecho de no realizar su trabajo en el menor tiempo posible.

## Reparto
- Forest Whitaker - Dekker
- James Belushi - Shandy
- Sherilyn Fenn - Jain
- Sharon Stone - Kiki
- Britney Marsh - Bailarina